# 芒稃草
芒稃草（学名：Koeleria litvinowii）为禾本科洽草属下的一个种。